# Sjevernojukagirski jezik
Sjevernojukagirski jezik (ISO 639-3: ykg; sjeverni jukagirski jezik), jedan od dva jezika malene jukagirske porodice kojim govore Jukagiri u Jakutiji i poluotoku Kamčatka. 30 do 150 govornika (1995 M. Krauss, 1989 census) od 230 do 1 100 etničkih (sjevernih) Jukagira (1995 M. Krauss, 1989).
Možda je daljnji srodnik uralski jezici ili altajskih jezika. Različit je južnojukagirskog.
S obzirom na korištenost i broj govornika ovog jezika kao materinjeg, smatra ga se ugroženim jezikom.

## Vanjske poveznice
- Ethnologue (14th)
- Ethnologue (15th)